# 192 Museum
Het 192 Museum voorheen 192 & Demis Roussos Museum was een museum in de Gelderse plaats Nijkerk. Het was gewijd aan de The Golden Years of Dutch Pop Music en aan zeezenders, met name aan Radio Veronica. Het was gevestigd in het pand van de 192TV Studio en kende één entree voor beide museumdelen.

## Benedenverdieping
Op de benedenverdieping was het museum gewijd aan The Golden Years of Dutch Pop Music, een overzicht van de carrières van Peter Koelewijn, Rob de Nijs, Golden Earring, Boudewijn de Groot, The Cats, George Baker Selection, Earth & Fire, Shocking Blue, The Motions, The Shoes, Tee Set, Sandra & Andres, Mouth & MacNeal en Sandy Coast.
Dit deel van het museum werd 21 september 2018 geopend toen het Demis Roussos Museum, daar gevestigd sinds 2016, verhuisde naar Athene, waar het op 15 juni 2019 is geopend.

## Bovenverdieping
De bovenverdieping was gewijd aan zeezenders in het algemeen, en Radio Veronica in het bijzonder. Deze zender zond van 1960 tot 1974 uit vanaf een voor de Noordzeekust liggend zendschip, op een golflengte van eerst 192, later 538 meter. De naam van Veronica wordt niet letterlijk gebruikt, om problemen met de huidige radiozender te voorkomen. Hierover hadden Veronica Merken BV en Sky-radiogroep in 2014 al eens een rechtszaak aangespannen tegen Nordeney, de stichting van Ad Bouman en Juul Geleick. Dit gedeelte werd op 31 augustus 2016 geopend, precies 42 jaar nadat Radio Veronica moest stoppen met uitzenden vanaf zee.
Initiatiefnemers van het museum waren Ad Bouman en Juul Geleick. Beiden waren geluidstechnicus zowel aan boord van het zendschip van Radio Veronica als in de radiostudio aan land waar de uitzendingen op band werden opgenomen. Bouman was daarnaast ook dj. Bert van Breda is een vennoot van het museum. De financiering van het museum kwam voor een deel van voormalig Veronica dj Lex Harding die nabij Nijkerk woont.
In het museum waren twee nagebouwde radiostudio's en een bar van een drive-inshow te zien, en allerlei schaalmodellen van schepen waarop uitgezonden werd zoals de Norderney van Radio Veronica. Verder worden allerlei memorabilia getoond van met name Radio Veronica, zoals originele apparatuur, platen, foto's en krantenknipsels. In allerlei kamers zijn jingles en tunes te horen en in de lange gang vult een portretgalerij van oud-medewerkers van Radio Veronica de muren.

## Sluiting
Het museum sloot definitief de deuren op zaterdag 31 augustus 2019, de dag waarop in 1974 zeezenders als Radio Veronica, Radio Noordzee Internationaal en Radio Atlantis hun uitzendingen staakten. Het grootste gedeelte van de collectie is naar Museum RockArt in Hoek van Holland gegaan.

## Impressie
|  |  |  |
|  |  |  |